# Stadionul Municipal (Tiraspol)
Stadionul Municipal (în rusă Муниципальный стадион) sau Stadionul Orășenesc (în rusă Городской стадион) este un stadion multifuncțional din Tiraspol, Transnistria, Republica Moldova. Denumirea „oficială” dată de autoritățile separatiste transnistrene este Stadionul Republican E.I. Șinkarenko (în rusă Республиканский стадион имени Е. Я. Шинкаренко).
Stadionul a fost arena domestică a clubului Tiligul-Tiras Tiraspol, iar până în 2002 aici a jucat și Sheriff Tiraspol. De asemenea, de-a lungul timpului aici s-au mai jucat meciuri de baseball și rugby, competiții de atletică ușoară, spartakiade orășenești, s-au petrecut parade, festivaluri, concerte, dar și expoziția anuală de câini.
Tiligul și Sheriff au primit pe acest stadion vizita unor asemenea cluburi ca Anderlecht Bruxelles, Neuchâtel Xamax, Sigma Olomouc, Olimpija Ljubljana și altele. Ultimul meci oficial internațional de pe Stadionul Municipal a avut loc în 2002, între Constructorul Cioburciu și clubul ceh 1. FC Slovácko, în cadrul  Cupei UEFA Intertoto 2002.
În 2013 au fost alocate fonduri pentru reconstrucția stadionului: a fost așternut un gazon artificial pe un teren de 100x60 m, s-a pus o instalație de iluminare nocturnă și s-au creat câteva terenuri de mini-fotbal.
La intrarea pe stadion, este o placă memorială în onoarea antrenorului Evghenii Șinkarenko.
Primele mențiuni despre stadion datează din anii 1930.